# Han Sun-hee
Han Sun-Hee (9 de junho de 1973) é uma ex-handebolista sul-coreana. campeã olímpica.
Fez parte da geração de ouro sul-coreana, medalha de ouro, em Barcelona 1992.